# Matuguinao
Matuguinao est une municipalité de la province du Samar, aux Philippines.
Sa population est de 6 746 habitants au recensement de 2010 sur une superficie de 172 km2, subdivisée en 20 barangays.